# Gilhac-et-Bruzac
Gilhac-et-Bruzac ist eine französische Gemeinde mit 174 Einwohnern (Stand: 1. Januar 2022) im Département Ardèche in der Region Auvergne-Rhône-Alpes. Gilhac-et-Bruzac gehört zum Arrondissement Privas und zum Kanton Rhône-Eyrieux. Die Einwohner werden Pierregourdains genannt.

## Geografie
Gilhac-et-Bruzac liegt an einem Höhenzug zwischen dem Tal der Rhone und dem Tal des Eyrieux. Umgeben wird Gilhac-et-Bruzac von den Nachbargemeinden Boffres im Norden, Toulaud im Nordosten, Saint-Georges-les-Bains im Osten, Beauchastel im Südosten, Saint-Laurent-du-Pape im Süden, Saint-Fortunat-sur-Eyrieux im Westen und Südwesten sowie Saint-Julien-le-Roux im Westen.

## Bevölkerungsentwicklung
| Jahr                       | 1962 | 1968 | 1975 | 1982 | 1990 | 1999 | 2006 | 2012 |
| -------------------------- | ---- | ---- | ---- | ---- | ---- | ---- | ---- | ---- |
| Einwohner                  | 188  | 138  | 108  | 113  | 138  | 115  | 143  | 160  |
| Quellen: Cassini und INSEE |      |      |      |      |      |      |      |      |

## Sehenswürdigkeiten
- Reste der Burg Pierregourde aus dem 13. Jahrhundert

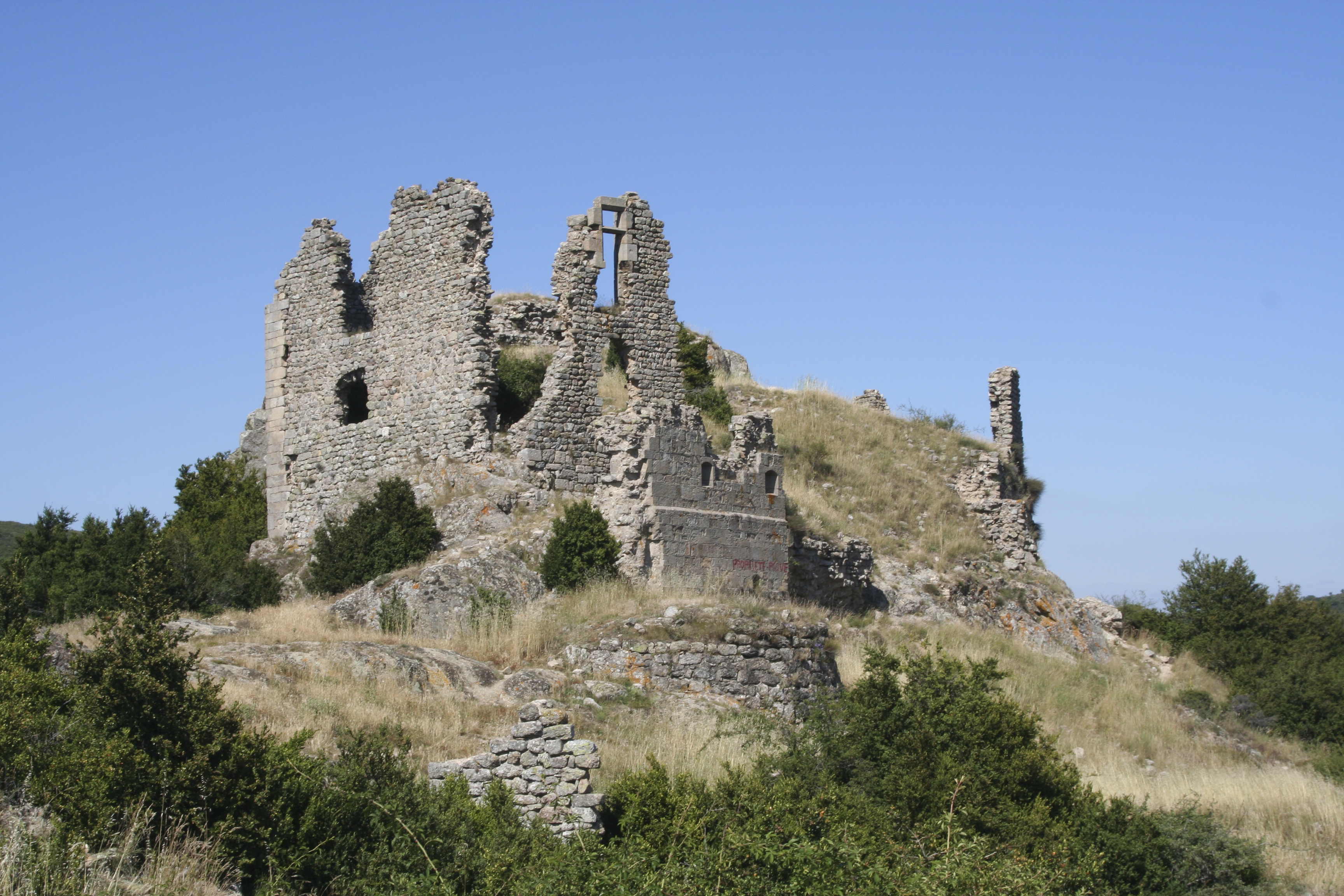
Burgruine Pierregourde